# Athletic Bilbao
Athletic Club, znany także jako Athletic Bilbao (bask. Bilboko Athletic Kluba) – hiszpański klub piłkarski założony w 1898 roku i mający siedzibę w Bilbao, największym mieście Kraju Basków. Od 2013 roku występuje na nowym stadionie San Mamés.
Jest to jeden z najstarszych i najbardziej utytułowanych klubów w hiszpańskiej piłce nożnej oraz jeden z trzech, który nigdy nie spadł z najwyższej klasy rozgrywek od chwili ich powstania. Klub znany jest ze swojej konserwatywnej polityki, która dopuszcza zatrudnianie piłkarzy wyłącznie o baskijskim pochodzeniu (jego motto brzmi „z wychowankami i lokalnym wsparciem, nie potrzeba obcokrajowców”). Na przestrzeni dziejów Athletic Bilbao był jedną z najważniejszych instytucji kształtujących baskijską świadomość narodową.

## Historia
Historia klubu sięga końca XIX wieku, kiedy to marynarze angielscy zatrzymujący się w porcie Bilbao grali w futbol. Nowa gra spodobała się mieszkańcom Bilbao, którzy założyli w 1898 roku klub z nazwą w angielskiej wersji. W 1903 roku studenci z Bilbao powołali w Madrycie filię klubu, później znaną jako Atlético Madryt (odejście od nazwy „Athletic” w 1947).

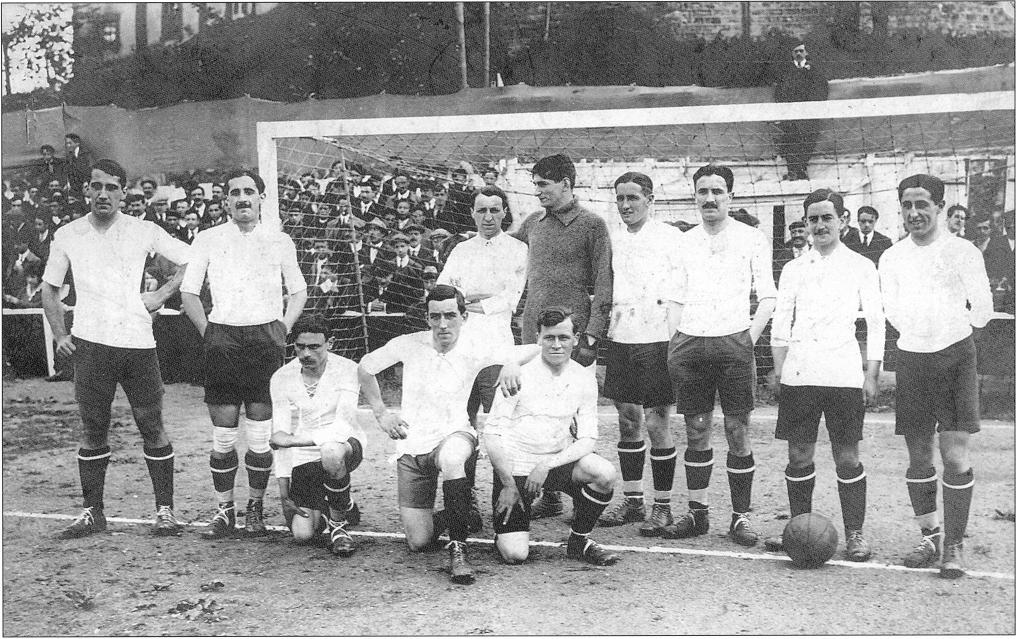
Piłkarze klubu w 1914 roku.

Athletic ośmiokrotnie został mistrzem Hiszpanii. Ostatni raz trofeum to klub zdobył w 1984 roku. 24-krotnie wywalczył Puchar Króla, a 13 razy brał udział w finale. W 1977 roku Athletic dotarł do finału Pucharu UEFA, a w 1985 zdobył Superpuchar Hiszpanii. W 2012 roku doszedł po raz drugi do finału Ligi Europy, ulegając innemu hiszpańskiemu klubowi Atletico Madryt 0:3. Wcześniej wyeliminował takie kluby jak: Manchester United i FC Schalke 04. W tamtym okresie jednym z liderów zespołu był Fernando Llorente.
W sezonie 2013/14 po 16 latach zespół Basków wywalczył awans do eliminacji Ligi Mistrzów. W 2015 roku Baskowie zdobyli Superpuchar Hiszpanii, pierwsze trofeum od 1984 roku.

## Sukcesy i rekordy

### Sukcesy
| \| \| Zdobyte trofea w rozgrywkach Hiszpanii (stan na: 17-04-2021) \| |                                                              |      | |
| Rozgrywki                                                             | Osiągnięcie                                                  | Razy | Sezon(y) |
| · Mistrzostwo                                                         | I miejsce                                                    | 8    | 1930, 1931, 1934, 1936, 1943, 1956, 1983, 1984                                                                                                 |
| · Mistrzostwo                                                         | II miejsce                                                   | 7    | 1932, 1933, 1941, 1947, 1952, 1970, 1998 |
| · Mistrzostwo                                                         | III miejsce                                                  | 10   | 1929, 1940, 1946, 1955, 1959, 1960, 1977, 1978, 1985, 1986                                                                                     |
| · Puchar                                                              | zdobywca                                                     | 24   | 1903, 1904, 1910, 1911, 1914, 1915, 1916, 1921, 1923, 1930, 1931, 1932, 1933, 1943, 1944, 1945, 1950, 1955, 1956, 1958, 1969, 1973, 1984, 2024 |
| · Puchar                                                              | finalista                                                    | 16   | 1905, 1906, 1913, 1920, 1942, 1949, 1953, 1966, 1967, 1977, 1985, 2009, 2012, 2015, 2020, 2021                                                 |
| · Superpuchar                                                         | zdobywca                                                     | 3    | 1984, 2015, 2020/21 |
| · Superpuchar                                                         | finalista                                                    | –    | |
| Hiszpania                                                             | Zdobyte trofea w rozgrywkach Hiszpanii (stan na: 17-04-2021) |      | |

- Finalista Pucharu UEFA/Ligi Europejskiej (2 razy):

1976/77, 2011/12.

### Rekordowe zwycięstwa
- Najwyższe zwycięstwo w lidze: Athletic 12–1 FC Barcelona (08.02.1931).
- Najwyższe zwycięstwo wyjazdowe w lidze: CA Osasuna 1–8 Athletic (11.01.1959).
- Najwyższe zwycięstwo w Pucharze Hiszpanii: Athletic 12–1 Celta Vigo (18.05.1947).
- Najwyższe zwycięstwo w europejskich pucharach: Standard Liège 1–7 Athletic (w Pucharze UEFA 16.12.2004).

## Sezon po sezonie
| Sezon     | Liga    | Pozycja | Punkty | Bramki | Uwagi                                                        |
| --------- | ------- | ------- | ------ | ------ | ------------------------------------------------------------ |
| 1928/1929 | La Liga | 3       | 20     | 43:33  |                                                              |
| 1929/1930 | La Liga | 1       | 30     | 63:28  |                                                              |
| 1930/1931 | La Liga | 1       | 22     | 73:33  |                                                              |
| 1931/1932 | La Liga | 2       | 25     | 47:23  |                                                              |
| 1932/1933 | La Liga | 2       | 26     | 63:30  |                                                              |
| 1933/1934 | La Liga | 1       | 24     | 61:27  |                                                              |
| 1934/1935 | La Liga | 4       | 25     | 60:37  |                                                              |
| 1935/1936 | La Liga | 1       | 31     | 59:33  |                                                              |
| 1936/39   |         |         |        |        | wojna domowa w Hiszpanii                                     |
| 1939/1940 | La Liga | 3       | 26     | 57:44  |                                                              |
| 1940/1941 | La Liga | 2       | 31     | 49:24  |                                                              |
| 1941/1942 | La Liga | 7       | 27     | 55:41  |                                                              |
| 1942/1943 | La Liga | 1       | 36     | 73:38  |                                                              |
| 1943/1944 | La Liga | 10      | 25     | 47:51  |                                                              |
| 1944/1945 | La Liga | 6       | 30     | 54:41  |                                                              |
| 1945/1946 | La Liga | 3       | 33     | 63:38  |                                                              |
| 1946/1947 | La Liga | 2       | 34     | 72:38  |                                                              |
| 1947/1948 | La Liga | 6       | 28     | 56:44  |                                                              |
| 1948/1949 | La Liga | 6       | 24     | 61:63  |                                                              |
| 1949/1950 | La Liga | 6       | 29     | 72:66  |                                                              |
| 1950/1951 | La Liga | 7       | 33     | 88:56  |                                                              |
| 1951/1952 | La Liga | 2       | 40     | 78:46  |                                                              |
| 1952/1953 | La Liga | 6       | 32     | 83:52  |                                                              |
| 1953/1954 | La Liga | 6       | 32     | 54:44  |                                                              |
| 1954/1955 | La Liga | 3       | 39     | 78:39  |                                                              |
| 1955/1956 | La Liga | 1       | 48     | 79:31  |                                                              |
| 1956/1957 | La Liga | 4       | 37     | 59:45  |                                                              |
| 1957/1958 | La Liga | 6       | 32     | 56:48  |                                                              |
| 1958/1959 | La Liga | 3       | 36     | 72:33  |                                                              |
| 1959/1960 | La Liga | 3       | 39     | 74:45  |                                                              |
| 1960/1961 | La Liga | 7       | 30     | 42:41  |                                                              |
| 1961/1962 | La Liga | 5       | 32     | 52:38  |                                                              |
| 1962/1963 | La Liga | 10      | 28     | 41:40  |                                                              |
| 1963/1964 | La Liga | 8       | 29     | 43:40  |                                                              |
| 1964/1965 | La Liga | 7       | 32     | 36:41  |                                                              |
| 1965/1966 | La Liga | 5       | 34     | 43:32  | kwalifikacja do Pucharu Miast Targowych 1966/67              |
| 1966/1967 | La Liga | 7       | 31     | 43:36  | kwalifikacja do Pucharu Miast Targowych 1967/68              |
| 1967/1968 | La Liga | 7       | 32     | 51:28  | kwalifikacja do Pucharu Miast Targowych 1968/69              |
| 1968/1969 | La Liga | 11      | 28     | 42:46  | kwalifikacja do Pucharu Zdobywców Pucharów 1969/70           |
| 1969/1970 | La Liga | 2       | 41     | 44:20  | kwalifikacja do Pucharu Miast Targowych 1970/71              |
| 1970/1971 | La Liga | 5       | 35     | 40:31  | kwalifikacja do Pucharu UEFA 1971/72                         |
| 1971/1972 | La Liga | 9       | 34     | 39:32  |                                                              |
| 1972/1973 | La Liga | 9       | 33     | 41:38  | kwalifikacja do Pucharu Zdobywców Pucharów 1973/74           |
| 1973/1974 | La Liga | 5       | 37     | 35:31  |                                                              |
| 1974/1975 | La Liga | 10      | 33     | 40:42  |                                                              |
| 1975/1976 | La Liga | 5       | 39     | 43:38  | kwalifikacja do Pucharu UEFA 1976/77                         |
| 1976/1977 | La Liga | 3       | 38     | 55:45  | kwalifikacja do Pucharu UEFA 1977/78                         |
| 1977/1978 | La Liga | 3       | 40     | 62:36  | kwalifikacja do Pucharu UEFA 1978/79                         |
| 1978/1979 | La Liga | 9       | 34     | 56:46  |                                                              |
| 1979/1980 | La Liga | 7       | 35     | 52:44  |                                                              |
| 1980/1981 | La Liga | 9       | 35     | 64:53  |                                                              |
| 1981/1982 | La Liga | 4       | 40     | 63:41  | kwalifikacja do Pucharu UEFA 1982/83                         |
| 1982/1983 | La Liga | 1       | 50     | 71:36  | kwalifikacja do Pucharu Europy Mistrzów Klubowych 1983/84    |
| 1983/1984 | La Liga | 1       | 49     | 53:30  | kwalifikacja do Pucharu Europy Mistrzów Klubowych 1984/85    |
| 1984/1985 | La Liga | 3       | 41     | 39:26  | kwalifikacja do Pucharu UEFA 1985/86                         |
| 1985/1986 | La Liga | 3       | 43     | 44:31  | kwalifikacja do Pucharu UEFA 1986/87                         |
| 1986/1987 | La Liga | 13      | 42     | 51:50  |                                                              |
| 1987/1988 | La Liga | 4       | 46     | 50:43  | kwalifikacja do Pucharu UEFA 1988/89                         |
| 1988/1989 | La Liga | 7       | 42     | 45:35  |                                                              |
| 1989/1990 | La Liga | 12      | 37     | 37:39  |                                                              |
| 1990/1991 | La Liga | 12      | 36     | 41:50  |                                                              |
| 1991/1992 | La Liga | 14      | 33     | 38:58  |                                                              |
| 1992/1993 | La Liga | 8       | 40     | 53:49  |                                                              |
| 1993/1994 | La Liga | 5       | 43     | 61:47  | kwalifikacja do Pucharu UEFA 1994/95                         |
| 1994/1995 | La Liga | 8       | 42     | 39:42  |                                                              |
| 1995/1996 | La Liga | 15      | 48     | 44:55  |                                                              |
| 1996/1997 | La Liga | 6       | 64     | 72:57  | kwalifikacja do Pucharu UEFA 1997/98                         |
| 1997/1998 | La Liga | 2       | 65     | 52:42  | kwalifikacja do Ligi Mistrzów 1998/99                        |
| 1998/1999 | La Liga | 8       | 60     | 53:47  |                                                              |
| 1999/2000 | La Liga | 11      | 50     | 47:57  |                                                              |
| 2000/2001 | La Liga | 12      | 43     | 44:60  |                                                              |
| 2001/2002 | La Liga | 9       | 53     | 54:66  |                                                              |
| 2002/2003 | La Liga | 7       | 55     | 63:61  |                                                              |
| 2003/2004 | La Liga | 5       | 56     | 53:49  | kwalifikacja do Pucharu UEFA 2004/05                         |
| 2004/2005 | La Liga | 9       | 51     | 59:54  | kwalifikacja do Pucharu Intertoto 2005                       |
| 2005/2006 | La Liga | 12      | 45     | 40:46  |                                                              |
| 2006/2007 | La Liga | 17      | 40     | 44:62  |                                                              |
| 2007/2008 | La Liga | 11      | 50     | 40:43  |                                                              |
| 2008/2009 | La Liga | 13      | 44     | 47:62  | kwalifikacja do Ligi Europy 2009/10                          |
| 2009/2010 | La Liga | 8       | 54     | 50:53  |                                                              |
| 2010/2011 | La Liga | 6       | 58     | 59:55  | kwalifikacja do Ligi Europy 2011/2012                        |
| 2011/2012 | La Liga | 10      | 49     | 49:52  | kwalifikacja do Ligi Europy 2012/2013                        |
| 2012/2013 | La Liga | 12      | 45     | 44:65  |                                                              |
| 2013/2014 | La Liga | 4       | 70     | 66:39  | kwalifikacja do eliminacji Ligi Mistrzów 2014/2015           |
| 2014/2015 | La Liga | 7       | 55     | 42:41  | kwalifikacja do eliminacji Ligi Europy 2015/2016             |
| 2015/2016 | La Liga | 5       | 62     | 58:45  | kwalifikacja do Ligi Europy 2016/2017                        |
| 2016/2017 | La Liga | 7       | 63     | 53:43  | kwalifikacja do eliminacji Ligi Europy 2017/2018             |
| 2017/2018 | La Liga | 16      | 43     | 41:49  |                                                              |
| 2018/2019 | La Liga | 8       | 53     | 41:45  |                                                              |
| 2019/2020 | La Liga | 11      | 51     | 41:38  |                                                              |
| 2020/2021 | La Liga | 10      | 46     | 46:42  |                                                              |
| 2021/2022 | La Liga | 8       | 55     | 43-36  |                                                              |
| 2022/2023 | La Liga | 8       | 51     | 47-43  | kwalifikacja do eliminacji Ligi Konferencji Europy 2023/2024 |
| 2023/2024 | La Liga | 5       | 68     | 61-37  | kwalifikacja do Ligi Europy 2024/2025                        |
| 2024/2025 | La Liga |         |        |        |                                                              |

| Oznaczenie kolorami |
| ------------------- |
| I poziom ligowy     |
| brak rozgrywek      |

### Największa liczba rozegranych meczów dla klubu
Liczba rozegranych oficjalnych meczów w barwach klubu:

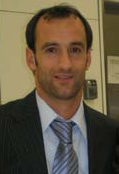
Joseba Etxeberria rozegrał 514 meczów w Bilbao.

- 1. José Ángel Iribar – 614 występów
- 2. Txetxu Rojo – 541
- 3. Joseba Etxeberria – 514
- 4. Agustín Gaínza – 494
- 5. José Orúe – 481
- 6. Aitor Larrazábal – 445
- 7. Nicanor Sagarduy – 435
- 8. Julen Guerrero – 430
- 9. Estanislao Argote – 427
- 10. Ismael Urzaiz – 419

### Największa liczba strzelonych bramek dla klubu
Liczba strzelonych bramek w oficjalnych meczach w barwach klubu:
- 1. Telmo Zarra – 333 bramki
- 2. Agustín Sauto Arana – 216
- 3. Guillermo Gorostiza – 199
- 4. Daniel Ruiz – 199
- 5. José Iraragorri – 178
- 6. Eneko Arieta – 170
- 7. José Luis Panizo – 169
- 8. Agustín Gaínza – 151
- 9. Víctor Unamuno – 138
- 10. José Luis Artetxe – 133

### Zawodnicy klubu – królowie strzelcówPrimera División
Zawodnicy Athletic Club 12 razy zdobywali tytuł króla strzelców Primera División (Trofeo Pichichi):
- Telmo Zarra – 6 razy (1945, 1946, 1947, 1950, 1951, 1953)
- Guillermo Gorostiza – 2 razy (1930, 1932)
- Agustín Sauto Arana – 1 raz (1931)
- Víctor Unamuno – 1 raz (1940)
- Fidel Uriarte – 1 raz (1968)
- Carlos Ruiz Herrero – 1 raz (1975)

### Bramkarze klubu – zdobywcy Trofeo Zamora
Trofeo Zamora przyznawane jest bramkarzowi, który uzyskał najniższy wskaźnik liczby straconych bramek przez liczbę występów w Primera División.
Bramkarze Athleticu zdobywali to trofeum sześciokrotnie:
- Gregorio Blasco – 3 razy (1930, 1934, 1936)
- José María Etxebarria – 1 raz (1941)
- Raimundo Pérez Lezama – 1 raz (1947)
- José Ángel Iribar – 1 raz (1970)

### Trenerzy
| Lp. | Imię i nazwisko      | Okres urzędowania | Okres urzędowania |
| --- | -------------------- | ----------------- | ----------------- |
| 1.  | Mr. Shepherd         | 1910              | 1911              |
| 2.  | Billy Barnes         | 1914              | 1921              |
| 3.  | Mr. Burton           | 1921              | 1921              |
| 4.  | Juan Arzuaga         | 1921              | 1922              |
| 5.  | Fred Pentland        | 1922              | 1925              |
| 6.  | Ralph Kirby          | 1925              | 1926              |
| 7.  | Lippo Hertzka        | 1926              | 1928              |
| 8.  | Máximo Royo          | 1928              | 1929              |
| 9.  | Fred Pentland        | 1929              | 1933              |
| 10. | Patricio Caicedo     | 1933              | 1935              |
| 11. | José María Olabarría | 1935              | 1936              |
| 12. | William Garbutt      | 1936              | 1936              |
| 13. | Pedro Birichinaga    | 1938              | 1939              |
| 14. | Roberto Etxebarria   | 1939              | 1940              |
| 15. | Juan Urquizu         | 1940              | 1947              |
| 16. | Harry Bagge          | 1947              | 1949              |
| 17. | José Iraragorri      | 1949              | 1952              |
| 18. | Antonio Barrios      | 1952              | 1954              |
| 19. | Ferdinand Daučík     | 1954              | 1957              |
| 20. | Baltasar Albéniz     | 1957              | 1958              |
| 21. | Martim Francisco     | 1958              | 1960              |
| 22. | Juan Antonio Ipiña   | 1960              | 1962              |
| 23. | Ángel Zubieta        | 1962              | 1963              |
| 24. | Juan Otxoantezana    | 1963              | 1964              |
| 25. | Antonio Barrios      | 1964              | 1965              |
| 26. | Agustín Gaínza       | 1965              | 1968              |
| 27. | Rafael Iriondo       | 1968              | 1969              |
| 28. | Ronnie Allen         | 1969              | 1971              |
| 29. | Salvador Artigas     | 1971              | 1972              |
| 30. | Milorad Pavić        | 1972              | 1974              |
| 31. | Rafael Iriondo       | 1974              | 1976              |
| 32. | Koldo Aguirre        | 1976              | 1979              |

| Lp. | Imię i nazwisko        | Okres urzędowania | Okres urzędowania |
| --- | ---------------------- | ----------------- | ----------------- |
| 33. | Helmut Senekowitsch    | 1979              | 1980              |
| 34. | Iñaki Sáez             | 1980              | 1981              |
| 35. | Javier Clemente        | 1981              | 1986              |
| 36. | Iñaki Sáez             | 1986              | 1986              |
| 37. | José Ángel Iribar      | 1986              | 1987              |
| 38. | Howard Kendall         | 1987              | 1989              |
| 39. | Txetxu Rojo            | 1989              | 1990              |
| 40. | Javier Clemente        | 1990              | 1991              |
| 41. | Iñaki Sáez             | 1991              | 1992              |
| 42. | Jesús Aranguren        | 1992              | 1992              |
| 43. | Jupp Heynckes          | 1992              | 1994              |
| 44. | Javier Irureta         | 1994              | 1995              |
| 45. | José María Amorrortu   | 1995              | 1995              |
| 46. | Dragoslav Stepanović   | 1995              | 1996              |
| 47. | José María Amorrortu   | 1996              | 1996              |
| 48. | Luis Fernández         | 1996              | 2000              |
| 49. | Txetxu Rojo            | 2000              | 2001              |
| 50. | Jupp Heynckes          | 2001              | 2003              |
| 51. | Ernesto Valverde       | 2003              | 2005              |
| 52. | José Luis Mendilibar   | 2005              | 2005              |
| 53. | Javier Clemente        | 2005              | 2006              |
| 54. | Félix Sarriugarte      | 2006              | 2006              |
| 55. | José Manuel Esnal      | 2006              | 2007              |
| 56. | Joaquín Caparrós       | 2007              | 2011              |
| 57. | Marcelo Bielsa         | 2011              | 2013              |
| 58. | Ernesto Valverde       | 2013              | 2017              |
| 59. | José Ángel Ziganda     | 2017              | 2018              |
| 60. | Eduardo Berizzo        | 2018              | 2018              |
| 61. | Gaizka Garitano        | 2018              | 2021              |
| 62. | Marcelino García Toral | 2021              | 2022              |
| 63. | Ernesto Valverde       | 2022              | nadal             |

### Prezesi
| Lp. | Imię i nazwisko              | Okres urzędowania | Okres urzędowania |
| --- | ---------------------------- | ----------------- | ----------------- |
| 1.  | Luis Márquez Marmolejo       | 1900              | 1901              |
| 2.  | Juan Astorquia Landabaso     | 1902              | 1903              |
| 3.  | Enrique González de Careaga  | 1903              | 1906              |
| 4.  | Ramón Aras                   | 1906              | 1908              |
| 5.  | Alberto Zarraoa Gazaga       | 1908              | 1910              |
| 6.  | Pedro de Astigarraga Amézola | 1910              | 1911              |
| 7.  | Alejandro de la Sota         | 1911              | 1917              |
| 8.  | Pedro de Astigarraga Amézola | 1917              | 1919              |
| 9.  | Ricardo de Irezabal Goti     | 1919              | 1921              |
| 10. | Ernesto Bourgeaud Arana      | 1921              | 1922              |
| 11. | José María Vilallonga Medina | 1922              | 1923              |
| 12. | Ricardo de Irezabal Goti     | 1923              | 1926              |
| 13. | Manuel de la Sota Aburto     | 1926              | 1929              |
| 14. | Manuel Castellanos Jaquet    | 1929              | 1933              |
| 15. | José María Olabarría         | 1933              | 1935              |
| 16. | Luis Casajuana Curiel        | 1935              | 1943              |
| 17. | Roberto de Artetxe Angulo    | 1943              | 1946              |

| Lp. | Imię i nazwisko                | Okres urzędowania | Okres urzędowania |
| --- | ------------------------------ | ----------------- | ----------------- |
| 18. | José María Larrea Urrutia      | 1946              | 1950              |
| 19. | Enrique Guzmán Martínez        | 1950              | 1959              |
| 20. | Javier Prado Urquijo           | 1959              | 1965              |
| 21. | Julio Eguskiza Etxabe          | 1965              | 1968              |
| 22. | Féliz Oraá San Martín          | 1969              | 1973              |
| 23. | José Antonio Egidazu Allende   | 1973              | 1977              |
| 24. | Jesús María Duñabeitia Vidal   | 1977              | 1982              |
| 25. | Pedro Aurtenetxe Viñegra       | 1982              | 1990              |
| 26. | José Julian Lertxundi Larrauri | 1990              | 1994              |
| 27. | José María Arrate Llosa        | 1994              | 2001              |
| 28. | Javier Uría                    | 2001              | 2003              |
| 29. | Ignacio Ugartetxe              | 2003              | 2004              |
| 30. | Fernando Lamikiz Garai         | 2004              | 2006              |
| 31. | Ana Urkijo Elorriaga           | 2006              | 2007              |
| 32. | Fernando García Macua          | 2007              | 2011              |
| 33. | Josu Urrutia Telleria          | 2011              | 2018              |
| 34. | Aitor Elizegi Alberdi          | 2018              | nadal             |

## Obecny skład
Aktualny na 2 lutego 2024.
| Nr | Poz. | Piłkarz                |
| -- | ---- | ---------------------- |
| 1  | BR   | Unai Simón             |
| 3  | OB   | Daniel Vivian          |
| 4  | OB   | Aitor Paredes          |
| 5  | OB   | Yeray Álvarez          |
| 6  | PO   | Mikel Vesga            |
| 7  | NA   | Alejandro Berenguer    |
| 8  | PO   | Oihan Sancet           |
| 9  | NA   | Iñaki Williams         |
| 10 | NA   | Iker Muniain (kapitan) |
| 11 | NA   | Nico Williams          |
| 12 | NA   | Gorka Guruzeta         |
| 13 | BR   | Julen Agirrezabala     |
| 14 | PO   | Dani García            |

| Nr | Poz. | Piłkarz                       |
| -- | ---- | ----------------------------- |
| 15 | OB   | Iñigo Lekue                   |
| 16 | PO   | Iñigo de Galarreta            |
| 17 | OB   | Yuri Berchiche                |
| 18 | OB   | Óscar de Marcos (wicekapitan) |
| 19 | OB   | Imanol García de Albéniz      |
| 20 | NA   | Asier Villalibre              |
| 21 | PO   | Ander Herrera                 |
| 22 | NA   | Raúl García                   |
| 24 | PO   | Beñat Prados                  |
| 27 | OB   | Unai Egiluz                   |
| 29 | NA   | Adu Ares                      |
| 30 | PO   | Unai Gómez                    |
| 31 | PO   | Mikel Jauregizar              |

### Wypożyczeni
| Nr | Poz. | Piłkarz                                        |
| -- | ---- | ---------------------------------------------- |
|    | OB   | Unai Núñez (w Celta Vigo do 30 czerwca 2024)   |
|    | PO   | Unai Vencedor (w SD Eibar do 30 czerwca 2024)  |
|    | NA   | Juan Artola (w AD Alcorcón do 30 czerwca 2024) |

| Nr | Poz. | Piłkarz                                              |
| -- | ---- | ---------------------------------------------------- |
|    | NA   | Javier Martón (w CD Mirandés do 30 czerwca 2024)     |
|    | NA   | Jon Morcillo (w SD Amorebieta do 30 czerwca 2024)    |
|    | NA   | Nico Serrano (w Racing de Ferrol do 30 czerwca 2024) |